# Antimilitarismus
Antimilitarismus (z lat. anti = proti, miles = voják) je myšlenkový směr, který je založen na odporu proti organizované válce. Bývá šířen v rámci anarchistických a socialistických hnutí, staví se do opozice vůči nacionalismu a imperialismu a byl jedním z proklamovaných cílů první i druhé internacionály. Na rozdíl od pacifismu, který odmítá jakékoli násilí, je antimilitarismus pouze proti válkám mezi státy, proti zdůrazňování významu vojenství a proti šíření vlivu vojensko-průmyslového komplexu. Často je spojen s nedůvěrou vůči státu obecně a i s odmítáním nevojenských represivních složek, například policie.
Někdy bývá za jednoho z prvních antimilitaristů považován Henry David Thoreau, ovšem jeho postoje jsou částečně pacifistické.